# 盧奧 (莫希科省)
10°42′16″S 22°13′42″E / 10.70444°S 22.22833°E
盧奧（法語：Luau），是安哥拉的城鎮，位於該國東部，由莫希科省負責管轄，面積3,839平方公里，東鄰剛果民主共和國，2014年人口84,447，人口密度每平方公里22人。